# 마쓰나가 히데키
마쓰나가 히데키(일본어: 松永 英機, 1963년 2월 8일 ~ )는 일본의 전 축구 선수, 감독이다.

## 구단 경력
1984년 일본 사커 리그의 마쓰시타 전기에 입단하였다. 1990년에 천황배 우승을 차지하였다. 1991년후 현역 은퇴.

## 지도자 경력
은퇴 후에는 마쓰시타 전기(감바 오사카)의 코치를 거쳐, 1997년 베르디 가와사키의 코치으로 취임하였다. 1999년 감독으로 취임하였다. 2003년부터 2005년까지 방포레 고후와 비셀 고베에서 감독을 맡았다.